# چشم‌گربه‌ای (سرده)
چشم گربه‌ای (نام علمی: Nonea) نام یک سرده از تیره گاوزبانیان است.